# Estación de Ortigosa de Pestaño-Santa María de Nieva
Ortigosa de Pestaño-Santa María de Nieva fue una estación de ferrocarril situada en el municipio español de Ortigosa de Pestaño, en la provincia de Segovia, comunidad autónoma de Castilla y León. Las instalaciones, que estuvieron operativas entre 1884 y 1993, se encuentran actualmente sin servicio.

## Situación ferroviaria
Las instalaciones estaban situadas en el punto kilométrico 36,681 de la línea férrea de ancho ibérico Segovia-Medina del Campo, a 860 metros de altitud sobre el nivel del mar.

## Historia
La estación fue puesta en funcionamiento el 1 de junio de 1888 con la apertura al tráfico de la línea Segovia-Medina del Campo, que había sido construida por la Compañía de los Caminos de Hierro del Norte de España por motivos estratégicos y como ruta alternativa a la línea Madrid-Hendaya. En 1941, con la nacionalización de la red ferroviaria de ancho ibérico, la empresa estatal RENFE pasó a ser el titular de las instalaciones. El eje ferroviario Medina-Segovia vivió sus años de apogeo entre las décadas de 1940 y 1960, experimentando un intenso tráfico tanto de pasajeros como de mercancías. En esa época la estación Ortigosa de Pestaño tenía una gran actividad y llegó a articularse un barrio en torno al recinto ferroviario. 
La línea fue clausurada al tráfico en 1993 debido a la falta de rentabilidad económica.
Tras el intento de demolición por parte de Adif parado por los vecinos, y el peligro de derrumbe por su abandono, la estación fue incluida Lista roja de patrimonio en peligro el 27 de noviembre de 2024 por la asociación Hispania Nostra.